# Schickert-Werk Bad Lauterberg
Das Schickert-Werk Bad Lauterberg ist ein ehemaliges Chemiewerk am nördlichen Ortsausgang von Bad Lauterberg im Harz. Es bestand von 1941 bis 1945 und stellte Wasserstoffperoxid, Tarnname T-Stoff, für die Rüstungsindustrie des Deutschen Reichs her.

Gelände des ehemaligen Schickert-Werkes in Bad Lauterberg, Juli 2018

## Planung
Am 8. Dezember 1938 wies der Reichsminister der Luftfahrt die Elektrochemischen Werke an, der Ausbau der Fabrik in Lauterberg habe sofort in vollem Umfang zu erfolgen, und ebenfalls sei mit der Projektierung eines zweiten Werkes in Rhumspringe mit fünf Einheiten umgehend zu beginnen. Im August 1938 beauftragte die Elektrochemischen Werke München, Dr. Adolph, Pietzsch & Co. (EWM) den Architekten Proebst aus Ingolstadt mit der Bauplanung dieser „Anlage Z“ in Bad Lauterberg, die aus fünf identischen, voneinander aber völlig unabhängig arbeitenden Produktionseinheiten bestehen sollte. 

## Gründung
Im November 1938 wurde die Otto Schickert & Co. KG (Osco) als Tochtergesellschaft der EWM in Berlin gegründet, die zum Zwecke der Geheimhaltung nach außen hin als Betreibergesellschaft des Bad Lauterberger Werkes hin auftrat. Am 8. Dezember 1938 wies das Reichsministerium für Luftfahrt die EWM an, der Ausbau der Fabrik in Lauterberg habe sofort in vollem Umfang zu erfolgen und ebenfalls sei mit der Projektierung eines zweiten Werkes in Rhumspringe mit fünf Einheiten umgehend zu beginnen. Siehe Schickert-Werk Rhumspringe.

## Produktion
Im Werk Bad Lauterberg sollten 1200 Monatstonnen Wasserstoffperoxid in einer Konzentration von 80 – 85 % nach dem Pietzsch-Adolph-Verfahren, was die Hydrolyse von Kaliumperoxodisulfat zu Wasserstoffperoxid ist, hergestellt werden. Die in der Nähe von 1930 bis 1933 errichtete Odertalsperre hielt hinreichend Kaltwasser zur Kühlung der Elektrolyse und der Erzeugung von Wasserdampf bereit. Das in der Anlage produzierte Wasserstoffperoxid diente als Energiequelle für Raketentriebwerke, U-Boot-Turbinen, Torpedoaggregate als Starthilfe für Flugzeuge. 
Ende Januar 1941 ging die erste Halle zur Erzeugung von 35%igem Wasserstoffperoxid samt der zentralen Anlage zur Hochkonzentration der Chemikalie auf 80 – 85 % in Betrieb. Die zweite Halle zur Produktion von 35%igem Wasserstoffperoxid lief im Sommer 1941 an. Der Bau von Halle 3 war im Frühjahr 1942 und von Halle 4 im November 1942 abgeschlossen. Der Aufbau des Chemiewerkes war mit der Inbetriebnahme von Halle 5 im Juni 1944 vollendet.

## Nachkriegszeit
In der Nachkriegszeit siedelten sich etliche Gewerbebetriebe in den leerstehenden Hallen sowie im Außengelände an. Das waren u. a. eine holzverarbeitende Firma (Fouchs Blockhausbau), ein Lebensmittelgroßhandel (Blaum), eine Dämmplattenfirma (Trincks), eine freie Tankstelle und viele mehr. Im ehemaligen Pförtnerhaus gab es eine Filiale der Sparkasse Bad Lauterberg.
Ab 1963 wurde das ehemalige Verwaltungsgebäude als Kaserne für eine französische EloKa-Einheit benutzt, die eine Abhörstation auf dem nahe gelegenen Stöberhai betrieb. Nach Abzug der französischen Soldaten (ca. 1992) wurde das Gebäude zur Unterbringung von Asylbewerbern genutzt.
1990 kaufte die Stadt Bad Lauterberg der Industrieverwaltungsgesellschaft das gesamte Grundstück zu einem symbolischen Kaufpreis von einer Deutschen Mark ab. Mit Ausnahme des ehemaligen Verwaltungsgebäudes befinden sich keine weiteren Gebäude und Hallen mehr auf dem brachliegenden, rund 110.000 Quadratmeter großen Gelände.